# Língua bribri
A língua Bribri é uma língua tonal de frases Sujeito-Objeto-Verbo falada pelo povo Bribri da Costa Rica. Pertence ao grupo das língua chibchanas e tem cerca de 11 mil falantes.

## Fonologia e escrita
O Departamento de Linguística da Universidade da Costa Rica concebeu para a língua Bribri um sistema de ortografia do alfabeto latino padronizado, baseado em várias tentativas anteriores .
| a | b | d | ch | e | ë | i | j | k | l | m | n | ñ | o | ö | p | pp | r | rr | s | sh | t | tt | tch | ts | u | y | ꞌ |

As vogais nasais são indicadas por um til: ã, ẽ, ĩ, õ, ũ (anteriormente se  indicava com um macron abaixo: a̱, e̱, i̱, o̱, u̱), exceto após uma consoante nasal (já indicando a nasalização da vogal).
Os tons são indicados pelo acento grave para o tom alto e o acento agudo para o tom baixo; estes também podem ser colocados nas vogais nasais.

## Amostra de texto
Iã kṍksãla wakabawãee
iã kṍibölö wakabawãee
baëbë saëbëala
iwekö ĩãle aböleala
këkëalawaee ke
këkëalaa